# Chicago Med (5.ª temporada)
A quinta temporada da série de televisão dramática estadounidense Chicago Med foi encomendada em 26 de fevereiro de 2019 pela NBC, estreou em 25 de setembro de 2019 e foi concluída prematuramente em 15 de abril de 2020, contando com apenas 20 episódios devido a suspensão da produção em 13 de março de 2020, por conta da pandemia de COVID-19. A temporada foi produzida pela Universal Television em associação com a Wolf Entertainment, com Dick Wolf como produtor executivo e Michael Brandt, Peter Jankowski, Andrew Schneider e René Balcer como produtores. A temporada foi ao ar na temporada de transmissão de 2019-20 às noites de quarta-feira às 20h00, horário do leste dos EUA.
Esta é a última temporada a contar com Colin Donnell como Dr. Connor Rhodes e Norma Kuhling como Dra. Ava Bekker, que deixaram a série no primeiro episódio. É também a primeira temporada a contar com Dominic Rains como Dr. Crockett Marcel no elenco principal, sendo creditado como tal a partir do segundo episódio.
A quinta temporada estrela Nick Gehlfuss como Dr. Will Halstead, Yaya DaCosta como April Sexton, Torrey DeVitto como Dra. Natalie Manning, Colin Donnell como Dr. Connor Rhodes, Brian Tee como Dr. Ethan Choi, Marlyne Barrett como Maggie Lockwood, Norma Kuhling como Dra. Ava Bekker, S. Epatha Merkerson como Sharon Goodwin, Oliver Platt como Dr. Daniel Charles e Dominic Rains como Dr. Crockett Marcel.
A temporada terminou com uma média de 11.70 milhões de espectadores e ficou classificada em 10.º lugar na audiência total e classificada em 15.º no grupo demográfico de 18 a 49 anos.

## Elenco e personagens

### Principal
- Nick Gehlfuss como Dr. Will Halstead
- Yaya DaCosta como April Sexton
- Torrey DeVitto como Dra. Natalie Manning
- Colin Donnell como Dr. Connor Rhodes[a]
- Brian Tee como Dr. Ethan Choi
- Marlyne Barrett como Maggie Lockwood
- Norma Kuhling como Dra. Ava Bekker[b]
- S. Epatha Merkerson como Sharon Goodwin
- Oliver Platt como Dr. Daniel Charles
- Dominic Rains como Dr. Crockett Marcel[c]

### Recorrente
- Brennan Brown como Dr. Sam Abrams
- Ato Essandoh como Dr. Isidore Latham
- Molly Bernard como Elsa Curry
- Nate Santana como Dr. James Lanik
- Roland Buck III como Dr. Noah Sexton
- Jeremy Shouldis como Dr. Marty Peterson
- Casey Tutton como Enfermeira Monique Lawson
- Lorena Diaz como Enfermeira Doris
- Marie Tredway como Enfermeira Trinidad "Trini" Campos
- Mia Park como Beth Cole
- Marc Grapey como Peter Kalmick
- Adam Petchel como Tim Burke
- Paula Newsome como Caroline Charles
- Ian Harding como Phillip Davis
- Charles Malik Whitfield como Ben Campbell
- Jessy Schram como Dra. Hannah Asher

### Crossover
- Jesse Spencer como Capitão Matthew Casey (De Chicago Fire)
- Taylor Kinney como Tenente Kelly Severide (De Chicago Fire)
- Kara Killmer como Paramédica Sylvie Brett (De Chicago Fire)
- David Eigenberg como Tenente Christopher Hermann (De Chicago Fire)
- Annie Ilonzeh como Paramédica Emily Foster (De Chicago Fire)
- Eamonn Walker como Chefe Wallace Boden (De Chicago Fire)
- Jason Beghe como Sargento Hank Voight (De Chicago P.D.)
- Tracy Spiridakos como Detetive Hailey Upton (De Chicago P.D.)
- Jesse Lee Soffer como Detetive Jay Halstead (De Chicago P.D.)
- Patrick John Flueger como Oficial Adam Ruzek (De Chicago P.D.)
- LaRoyce Hawkins como Oficial Kevin Atwater (De Chicago P.D.)
- Marina Squerciati como Oficial Kim Burgess (De Chicago P.D.)
- Lisseth Chavez como Oficial Vanessa Rojas (De Chicago P.D.)
- Amy Morton como Sargento Trudy Platt (De Chicago P.D.)

Notas
1. ↑  Colin Donnell é creditado apenas no primeiro episódio
2. ↑  Norma Kuhling é creditada apenas no primeiro episódio
3. ↑  Creditado no elenco principal do segundo episódio em diante. Creditado como convidado no primeiro episódio

## Episódios
| N.º na série | N.º na temp. | Título                            | Dirigido por       | Escrito por                                                                         | Exibição original       | Audiência (milhões) |
| --- | ------------ | --------------------------------- | ------------------ | ----------------------------------------------------------------------------------- | ----------------------- | ------------------- |
| 84 | 1            | "Never Going Back to Normal"      | Michael Pressman   | Diane Frolov & Andrew Schneider                                                     | 25 de setembro de 2019  | 7.53                |
| Após o acidente de carro, a Dr. Manning sofre um traumatismo craniano e o Dr. Halstead se culpa. O cirurgião de trauma Dr. Crockett Marcel e o Dr. Halstead suspeitam de Phillip quando ele afirma que ele e a Dr. Manning estão noivos e tenta ordenar que o Dr. Halstead se afaste de seus cuidados e de sua vida. O Dr. Rhodes acredita que a Dra. Bekker causou a morte de seu pai, mas a administração parece suspeitar do Dr. Rhodes. Quando eles descobrem que a overdose de insulina contém quantidades rastreáveis de cromo, a Dra. Bekker tira a própria vida. Enquanto isso, o Dr. Choi e April lidam com um susto de gravidez enquanto tratam de um jovem paciente que pode estar ficando cego e Maggie confronta seu diagnóstico de câncer. Dr. Charles encurta sua lua de mel para tratar um paciente com potencial esquizofrenia. Incapaz de superar o que aconteceu, o Dr. Rhodes pede demissão e deixa Chicago após se despedir de Goodwin e do Dr. Latham, que admite ter aceitado o Dr. Rhodes como amigo. |              |                                   |                    |                                                                                     |                         |                     |
| 85 | 2            | "We're Lost in the Dark"          | Alex Chapple       | Jeff Drayer                                                                         | 2 de outubro de 2019    | 7.67                |
| Durante uma noite de tempestade em Chicago, a energia acaba no Gaffney e o caos se instala. Dr. Marcel e Dr. Sexton são forçados a realizar uma cirurgia no escuro. Dra. Manning fica presa em um elevador com um paciente que precisa de uma cirurgia de emergência. Dr. Choi treina um novo conjunto de residentes enquanto Dr. Halstead, Maggie e Sharon cuidam de uma série de alunos que estão tendo múltiplas convulsões e suspeitam que possa ser um surto. |              |                                   |                    |                                                                                     |                         |                     |
| 86 | 3            | "In the Valley of the Shadows"    | Charles S. Carroll | Stephen Hootstein                                                                   | 9 de outubro de 2019    | 7.47                |
| April e o Dr. Marcel tiveram um começo difícil ao atender uma paciente que realizou seu próprio parto. Dr. Choi lida com um paciente que tem câncer terminal tentando deliberadamente acabar com sua própria vida. Dra. Manning trata um paciente com queimaduras de segundo grau. Maggie treina uma nova enfermeira cuja referência quase constante às suas credenciais enerva Maggie. Além disso, depois de cair e fraturar o pulso em casa, a esposa do Dr. Charles, Caroline, deseja uma cirurgia para repará-lo. |              |                                   |                    |                                                                                     |                         |                     |
| 87 | 4            | "Infection: Part II"              | Michael Pressman   | História por : Dick Wolf & Derek Haas Roteiro por : Diane Frolov & Andrew Schneider | 16 de outubro de 2019   | 8.93                |
| O pânico e o terror continuam a assolar Chicago à medida que mais vítimas morrem de um surto mortal de bactérias carnívoras. A unidade de inteligência do Departamento de Polícia de Chicago investiga e suspeita que o surto pode ser um ato de terrorismo, já que está afetando apenas dois locais muito populosos da cidade. Enquanto isso, Sharon lida com a imprensa e se irrita quando seus comentários completos não são incluídos nas histórias. O episódio termina com o Dr. Halstead pegando um dos pesquisadores da Universidade destruindo evidências, tornando o pesquisador o principal suspeito. Este episódio continua um crossover com Chicago Fire e Chicago P.D. que começa em "Infection: Part I" e termina em "Infection: Part III". |              |                                   |                    |                                                                                     |                         |                     |
| 88 | 5            | "Got a Friend in Me"              | John Polson        | Eli Talbert                                                                         | 23 de outubro de 2019   | 7.84                |
| O Dr. Marcel e o Dr. Choi não concordam ao tratar um paciente com dor crônica, com o Dr. Marcel recomendando a cirurgia. Dra. Manning é forçada a tomar uma medida drástica ao tratar um paciente infantil cujos pais não acreditam na medicina ocidental. Dr. Halstead cuida de um paciente que está lidando com falta de ar. Enquanto isso, Maggie continua seu tratamento de quimioterapia, mas pensa em revelar seu diagnóstico à equipe. |              |                                   |                    |                                                                                     |                         |                     |
| 89 | 6            | "It's All in the Family"          | Nicole Rubio       | Safura Fadavi & Meridith Friedman                                                   | 30 de outubro de 2019   | 7.95                |
| April e o Dr. Sexton se deparam com um ataque em andamento em um beco. Eles levam a vítima para ser examinada e descobrem que ela estava prestes a ser iniciada em uma gangue. Além disso, a Dra. Manning continua lutando para encontrar um diagnóstico para um jovem paciente após erros de diagnóstico consecutivos e chega a uma encruzilhada em seu relacionamento com Phillip e Dr. Halstead. O Dr. Marcel revela suas suspeitas sobre Phillip ao Dr. Halstead. Enquanto isso, o Dr. Choi e o Dr. Charles atendem um paciente que está em transição. Além disso, Sharon reconsidera se reunir com seu ex-marido Bert. |              |                                   |                    |                                                                                     |                         |                     |
| 90 | 7            | "Who Knows What Tomorrow Brings"  | Jerry Levine       | Daniel Sinclair & Paul R. Puri                                                      | 6 de novembro de 2019   | 8.09                |
| O Dr. Halstead e o Dr. Charles lidam com um paciente que acredita ser um vampiro. Dra. Manning e Elsa Curry lidam com um paciente com problemas respiratórios. O tratamento do Dr. Choi para um militar amputado é bloqueado quando um grupo de oficiais militares escolta seu paciente de volta à base. Enquanto isso, Maggie conhece um homem durante a quimioterapia e também oferece uma festa de lagostins junto com o Dr. Marcel. Além disso, April e Ethan discutem ter filhos no futuro. |              |                                   |                    |                                                                                     |                         |                     |
| 91 | 8            | "Too Close to the Sun"            | Michael Berry      | Joseph Sousa & Danny Weiss                                                          | 13 de novembro de 2019  | 7.43                |
| Maggie toma uma decisão antiética ao descobrir que seu novo amigo Ben contraiu sarampo. Enquanto isso, o Dr. Choi e o Dr. Charles lidam com um paciente que é um influenciador de mídia social que usa seus seguidores para tomar decisões médicas em seu nome. Além disso, o Dr. Halstead trata uma paciente com um novo rim, mas descobre que está falhando e ela pode ter que voltar à lista de transplantes e à diálise. Além disso, o Dr. Marcel opera o irmão de April, Dr. Sexton, depois que ele é violentamente agredido. |              |                                   |                    |                                                                                     |                         |                     |
| 92 | 9            | "I Can't Imagine the Future"      | Charles S. Carroll | Diane Frolov & Andrew Schneider                                                     | 20 de novembro de 2019  | 8.43                |
| Enquanto a Dra. Manning trata a filha de Phillip, que ele abandonou, ela começa a recuperar a memória da noite do acidente com o Dr. Halstead e percebe que cometeu um erro, especialmente depois que os parentes do bebê declaram que Phillip é um homem muito menos do que verdadeiro. Enquanto isso, April recebe a notícia de que tem poucas chances de conceber um filho naturalmente, colocando em risco seu relacionamento com Ethan. Maggie fica esperançosa quando a saúde de seu namorado Ben começa a melhorar. Além disso, o Dr. Charles continua cuidando de sua esposa CeCe enquanto a saúde dela se deteriora. |              |                                   |                    |                                                                                     |                         |                     |
| 93 | 10           | "Guess It Doesn't Matter Anymore" | Mykelti Williamson | Stephen Hootstein & Gabriel L. Feinberg                                             | 8 de janeiro de 2020    | 7.46                |
| April lida com as consequências de seu beijo com o Dr. Marcel e pensa em contar a Ethan. No entanto, ela recebe notícias surpreendentes do próprio Ethan. Enquanto isso, o Dr. Halstead cuida de um paciente com quem tratou no passado, que agora sofre de um problema com drogas. Dra. Manning trata o filho de um dos pacientes do Dr. Halstead. Dra. Curry tenta usar um aplicativo de telefone pouco ortodoxo ao tratar um paciente com ataques de pânico. Além disso, o Dr. Charles lamenta a perda de sua esposa CeCe. |              |                                   |                    |                                                                                     |                         |                     |
| 94 | 11           | "The Ground Shifts Beneath Us"    | Martha Mitchell    | Safura Fadavi & Meridith Friedman                                                   | 15 de janeiro de 2020   | 8.45                |
| A equipe do Gaffney Medical Center fica em alerta máximo quando um avião cai no Aeroporto O'Hare com um deles, o Dr. Abrams, listado como uma das vítimas. Enquanto o Dr. Marcel e o Dr. Choi cuidam do tratamento do paciente não identificável, a esposa de Abrams aparece e imediatamente quer desligar os aparelhos. Enquanto isso, a Dra. Manning encontra um bebê sozinho em um carro gelado e depois descobre que a criança pertence à diretora do hospital, que está se divorciando. O Dr. Sexton e April cuidam de uma paciente que deu à luz um bebê que, segundo os resultados dos exames, não é seu filho biológico. Além disso, o Dr. Halstead e o Dr. Charles tentam liderar um local de fornecimento de remédios seguro dentro do hospital. |              |                                   |                    |                                                                                     |                         |                     |
| 95 | 12           | "Leave the Choice to Solomon"     | Milena Govich      | Jeff Drayer                                                                         | 22 de janeiro de 2020   | 8.44                |
| O Dr. Marcel e a Dra. Manning tomam decisões difíceis quando duas crianças são empaladas por canos em um acidente de ônibus escolar. Enquanto isso, o projeto paralelo do Dr. Halstead começa a afetar sua posição quando o Dr. Charles se envolve. Além disso, Maggie trata um velho amigo. |              |                                   |                    |                                                                                     |                         |                     |
| 96 | 13           | "Pain Is for the Living"          | Vincent Misiano    | Eli Talbert                                                                         | 5 de fevereiro de 2020  | 8.66                |
| April, Dr. Choi e Dr. Charles tentam juntar as peças quando uma criança é levada ao pronto-socorro por seus pais com hematomas graves nas mãos. Enquanto isso, a Dra. Manning começa a suspeitar de uma mãe que não demonstra nenhuma emoção quando seu filho é diagnosticado com um problema intestinal. Além disso, o Dr. Halstead fica chocado ao descobrir que uma de seus viciados é médica no pronto-socorro. |              |                                   |                    |                                                                                     |                         |                     |
| 97 | 14           | "It May Not Be Forever"           | Elodie Keene       | Daniel Sinclair & Paul R. Puri                                                      | 12 de fevereiro de 2020 | 8.17                |
| Dra. Manning e Dr. Marcel discordam sobre um paciente envolvido em uma disputa doméstica. O Dr. Charles e a Dra. Curry entram no tratamento de um paciente de outro médico, que está em estado vegetativo, quando suspeitam que ele pode ter sido diagnosticado incorretamente. O envolvimento do Dr. Halstead em um local de injeção seguro chega a um impasse. Além disso, o Dr. Choi e April tratam de uma paciente alérgica ao sêmen de seu marido. |              |                                   |                    |                                                                                     |                         |                     |
| 98 | 15           | "I Will Do No Harm"               | Vanessa Parise     | Joseph Sousa & Danny Weiss                                                          | 26 de fevereiro de 2020 | 8.61                |
| A Dr. Manning e o Dr. Charles lidam com um paciente que é um ator que finge ser o pai de uma criança a mando da mãe. Eles logo descobrem que o paciente está se envenenando intencionalmente como parte de seu ato. Dr. Choi e Dr. Marcel têm diferenças ao lidar com um paciente prisioneiro no corredor da morte. O Dr. Halstead fica preocupado com a intenção de Hannah de desistir dos opioides. Além disso, April e o Dr. Sexton correm contra o relógio, tratando de um paciente que precisa continuar correndo para manter uma frequência cardíaca elevada. |              |                                   |                    |                                                                                     |                         |                     |
| 99 | 16           | "Who Should Be the Judge"         | Alex Chapple       | Safura Fadavi                                                                       | 4 de março de 2020      | 8.31                |
| Dr. Marcel e Dra. Manning são sequestrados sob a mira de uma arma e forçados a entrar em uma van para ajudar a consertar a perna quebrada de um fugitivo. Enquanto isso, o Dr. Charles e o Dr. Choi estão em lados opostos ao lidar com um paciente adolescente que apresenta sinais de esquizofrenia. Dr. Halstead lida com as consequências de entregar Hannah. Além disso, Maggie recebe a notícia de que está em remissão. |              |                                   |                    |                                                                                     |                         |                     |
| 100 | 17           | "The Ghosts of the Past"          | Michael Waxman     | Diane Frolov & Andrew Schneider                                                     | 18 de março de 2020     | 9.17                |
| A Dra. Manning e o Dr. Charles atendem uma criança e suspeitam que a mãe pode estar abusando dela para chamar atenção. Depois que sua filha é suspensa por vaping, o Dr. Charles é forçado a levar sua filha ao hospital. Enquanto isso, depois que April começa a apresentar fortes dores de estômago, o Dr. Halstead recomenda o retorno da Dra. Hannah. April revela a Ethan que ela beijou Crockett e Ethan e Marcel começam a brigar. Além disso, Maggie planeja seu casamento. |              |                                   |                    |                                                                                     |                         |                     |
| 101 | 18           | "In the Name of Love"             | S.J. Main Muñoz    | Meridith Friedman                                                                   | 25 de março de 2020     | 9.60                |
| Sharon e o Dr. Charles temem que o Dr. Halstead esteja voltando aos velhos hábitos quando começa a maltratar um paciente com Alzheimer precoce. Enquanto isso, Maggie e Ben ficam preocupados com um dos alunos de Ben quando descobrem que ele não está recebendo tratamento para o estômago. Dra. Manning e Dr. Marcel discordam sobre sobre uma cirurgia difícil. Além disso, o relacionamento de April e Ethan começa a se deteriorar após as consequências da confissão de April. |              |                                   |                    |                                                                                     |                         |                     |
| 102 | 19           | "Just a River in Egypt"           | Jean de Segonzac   | Jeff Drayer                                                                         | 8 de abril de 2020      | 9.07                |
| Dr. Charles e Dr. Choi atendem um paciente que caiu de um viaduto e Dr. Charles suspeita que ele pode ser suicida, não um suspeito em uma investigação. O Dr. Choi é forçado a se cruzar com o Dr. Marcel e seu paciente, que é a principal testemunha do incidente. Enquanto isso, o relacionamento do Dr. Halstead e da Dra. Asher é posto à prova ao lidar com uma paciente grávida com câncer no cérebro. Além disso, Maggie tenta cortar a burocracia para conseguir tratamento para o aluno de Ben. Enquanto isso, as coisas aumentam entre o Dr. Choi e o Dr. Marcel. Choi dá um soco no Dr. Marcel e April fica arrasada quando Ethan decide terminar com ela. |              |                                   |                    |                                                                                     |                         |                     |
| 103 | 20           | "A Needle in the Heart"           | Milena Govich      | Stephen Hootstein & Daniel Sinclair                                                 | 15 de abril de 2020     | 9.33                |
| O passado do Dr. Marcel chega a Chicago quando dois detetives de Nova Orleans emitem um mandado de prisão em conexão com um caso de assassinato arquivado. Enquanto isso, o Dr. Halstead descobre que seu paciente está usando uma identidade falsa para receber tratamento médico depois de ter uma reação alérgica com risco de vida. Dr. Choi coloca sua vida em perigo para tratar uma criança com um ferimento de bala. Além disso, enquanto sua filha é voluntária no hospital, o Dr. Charles lida com um paciente que está se machucando intencionalmente com agulhas. |              |                                   |                    |                                                                                     |                         |                     |

## Produção

### Casting
Em 19 de abril de 2019, a NBC anunciou que Colin Donnell (Dr. Connor Rhodes) e Norma Kuhling (Dra. Ava Bekker) deixariam a série por motivos criativos, mas ambos apareceriam na estreia da 5ª temporada para encerrar o enredo de seus personagens. O episódio mostra Connor saindo do Med depois que Ava se mata na frente dele. Os showrunners da série, Andy Schneider e Diane Frolov, disseram que a cena em que a Dra. Bekker tira a própria vida foi a "última vingança contra o homem que a rejeitou". A morte dela leva Connor a deixar Med, pois ele sempre será lembrado de tudo o que aconteceu. Schneider e Frolov confirmaram que o final significa que Donnell poderia retornar ao show no futuro.
Dominic Rains se juntou ao elenco no papel recorrente do Dr. Crockett Marcel, "um médico festeiro da Louisiana". Ele fez sua primeira aparição na estreia da temporada e foi creditado no elenco principal a partir do segundo episódio.

### Roteiro
A estreia da temporada também dá início a várias histórias em andamento dos demais personagens principais. A Dra. Natalie Manning (Torrey DeVitto) estará lidando com uma lesão cerebral traumática que sofreu no final da 4ª temporada. Ocorre um intervalo de tempo entre o primeiro e o segundo episódios, em que a Dra. Manning se recupera e volta ao trabalho. Schneider e Frolov disseram que a lesão levantaria questões sobre a capacidade da Dra. Manning de fazer bem seu trabalho. Eles também confirmaram que a memória da Dra. Manning retornará e o público descobrirá o que ela planejava contar ao Dr. Halstead antes do acidente.
Após um susto de gravidez para o Dr. Choi (Brian Tee) e a enfermeira April Sexton (Yaya DaCosta) no primeiro episódio, a ideia de ter um filho é "definitivamente parte de sua história". MEnquanto isso, Maggie Lockwood (Marlyne Barrett) é diagnosticada com câncer de mama e seu tratamento é uma longa história, que mostra a nova tecnologia disponível para pacientes com câncer. Frolov comentou: "Esperamos que as mulheres vejam Maggie e se relacionem com ela, especialmente quando ela passar pela biópsia. Talvez elas a vejam passar por isso e percebam que não é tão terrível quanto você imagina em sua cabeça - é indolor. É por isso que esperávamos, que ver alguém passar por isso ajudará a reduzir o medo".

### Crossover
No início de setembro de 2019, o showrunner de Chicago Fire, Derek Haas, confirmou um evento crossover entre Chicago Fire, Chicago Med e Chicago P.D.. Derek Haas e Dick Wolf escreveram a história para todas as três partes e Haas escreveu o roteiro para a primeira parte. Haas explicou que os programas seriam "entrelaçados" e haveria cenas que fariam os espectadores pensarem que estão assistindo "uma cena de Med, mas é na hora de Fire". O enredo gira em torno de "uma doença misteriosa", com Haas comparando-o com The Poseidon Adventure ou Independence Day, dizendo "onde você tem um monte de histórias - cortando para uma, cortando para outra - e há um mistério, tanto médico quanto criminoso, acontecendo isso que estamos tentando resolver antes que saia do controle."

## Recepção

### Audiência
| №  | Título                            | Exibição original       | Rating/share (18–49) | Audiência (em milhões) | DVR (18–49) | Audiência em DVR (milhões) | Total (18–49) | Audiência total (em milhões) |
| -- | --------------------------------- | ----------------------- | -------------------- | ---------------------- | ----------- | -------------------------- | ------------- | ---------------------------- |
| 1  | "Never Going Back to Normal"      | 25 de setembro de 2019  | 1.0/5                | 7.53                   | 0.7         | 3.45                       | 1.7           | 10.99                        |
| 2  | "We're Lost in the Dark"          | 2 de outubro de 2019    | 1.1/5                | 7.67                   | 0.6         | 2.85                       | 1.6           | 10.53                        |
| 3  | "In the Valley of the Shadows"    | 9 de outubro de 2019    | 1.1/5                | 7.47                   | 0.6         | 2.95                       | 1.7           | 10.43                        |
| 4  | "Infection: Part II"              | 16 de outubro de 2019   | 1.5/7                | 8.93                   | 0.7         | 3.52                       | 2.1           | 12.47                        |
| 5  | "Got a Friend in Me"              | 23 de outubro de 2019   | 1.2/6                | 7.84                   | 0.5         | 2.97                       | 1.7           | 10.81                        |
| 6  | "It's All in the Family"          | 30 de outubro de 2019   | 1.2/6                | 7.95                   | 0.5         | 2.86                       | 1.7           | 10.82                        |
| 7  | "Who Knows What Tomorrow Brings"  | 6 de novembro de 2019   | 1.1/5                | 8.09                   | 0.5         | 2.99                       | 1.6           | 11.09                        |
| 8  | "Too Close to the Sun"            | 13 de novembro de 2019  | 1.1/5                | 7.43                   | 0.5         | 2.91                       | 1.5           | 10.35                        |
| 9  | "I Can't Imagine the Future"      | 20 de novembro de 2019  | 1.2/6                | 8.43                   | 0.4         | 2.67                       | 1.6           | 11.11                        |
| 10 | "Guess It Doesn't Matter Anymore" | 8 de janeiro de 2020    | 1.1/6                | 7.46                   | 0.6         | 2.89                       | 1.7           | 10.35                        |
| 11 | "The Ground Shifts Beneath Us"    | 15 de janeiro de 2020   | 1.2/6                | 8.45                   | 0.5         | 2.86                       | 1.7           | 11.32                        |
| 12 | "Leave the Choice to Solomon"     | 22 de janeiro de 2020   | 1.1/5                | 8.44                   | 0.6         | 3.05                       | 1.7           | 11.46                        |
| 13 | "Pain Is for the Living"          | 5 de fevereiro de 2020  | 1.1                  | 8.66                   | 0.5         | 2.76                       | 1.7           | 11.42                        |
| 14 | "It May Not Be Forever"           | 12 de fevereiro de 2020 | 1.1                  | 8.17                   | 0.5         | 2.88                       | 1.6           | 11.05                        |
| 15 | "I Will Do No Harm"               | 26 de fevereiro de 2020 | 1.2                  | 8.61                   | 0.5         | 2.69                       | 1.6           | 11.31                        |
| 16 | "Who Should Be the Judge"         | 4 de março de 2020      | 1.0                  | 8.31                   | 0.5         | 2.62                       | 1.6           | 10.95                        |
| 17 | "The Ghosts of the Past"          | 18 de março de 2020     | 1.3                  | 9.17                   | 0.6         | 2.79                       | 1.9           | 11.98                        |
| 18 | "In the Name of Love"             | 25 de março de 2020     | 1.4                  | 9.60                   | 0.5         | 2.54                       | 1.9           | 12.15                        |
| 19 | "Just a River in Egypt"           | 8 de abril de 2020      | 1.2                  | 9.07                   | 0.6         | 2.78                       | 1.8           | 11.83                        |
| 20 | "A Needle in the Heart"           | 15 de abril de 2020     | 1.1                  | 9.33                   | 0.5         | 2.56                       | 1.7           | 11.90                        |

## Lançamento em DVD
| Chicago Med – Season Five                                                                            | | | | | |
| Detalhes do DVD                                                                                      | Detalhes do DVD                                                                                      | Detalhes do DVD                                                                                      | Características Especiais | Características Especiais | Características Especiais |
| - 20 episódios - 6 discos - Áudio em Inglês (Dolby Digital 5.1 Surround) - Legendas: Inglês, Francês | - 20 episódios - 6 discos - Áudio em Inglês (Dolby Digital 5.1 Surround) - Legendas: Inglês, Francês | - 20 episódios - 6 discos - Áudio em Inglês (Dolby Digital 5.1 Surround) - Legendas: Inglês, Francês | - Episódio crossover com Chicago P.D.: - "Infection: Part III" - Parte três do crossover de três partes que começa em "Infection: Part I". - Episódio crossover com Chicago Fire: - "Infection: Part I" - Parte um do crossover de três partes que começa em "Infection: Part I" e termina em "Infection: Part III". | - Episódio crossover com Chicago P.D.: - "Infection: Part III" - Parte três do crossover de três partes que começa em "Infection: Part I". - Episódio crossover com Chicago Fire: - "Infection: Part I" - Parte um do crossover de três partes que começa em "Infection: Part I" e termina em "Infection: Part III". | - Episódio crossover com Chicago P.D.: - "Infection: Part III" - Parte três do crossover de três partes que começa em "Infection: Part I". - Episódio crossover com Chicago Fire: - "Infection: Part I" - Parte um do crossover de três partes que começa em "Infection: Part I" e termina em "Infection: Part III". |
| Datas de lançamento                                                                                  | | | | | |
| Região 1                                                                                             | Região 1                                                                                             | Região 2                                                                                             | Região 2 | Região 4 | Região 4 |
| 25 de agosto de 2020                                                                                 | 25 de agosto de 2020                                                                                 | 7 de setembro de 2020                                                                                | 7 de setembro de 2020 | 28 de abril de 2021 | 28 de abril de 2021 |